# Osculum Obscenum
Osculum Obscenum — второй студийный альбом шведской группы Hypocrisy, выпущенный в 1993 году лейблом Nuclear Blast.
Обложку для альбома создал Уэс Бенскотер. Композиция «Black Metal» является кавер-версией одноимённой композиции группы Venom.
В 1996 году альбом был переиздан в формате диджипак с добавлением восьми дополнительных композиций: первые четыре с EP Inferior Devoties (среди них кавер-версия композиции «Black Metal» группы Venom), остальные с EP Pleasure of Molestation.
Лирическая составляющая альбома продолжала развиваться, как и в прошлом альбоме, в направлении антихристианства и сатанизма, однако, при этом, добавились тексты песен, посвящённые оккультизму, чёрной магии и извращённой романтике.

## Список композиций
| №                   | Название                                    | Длительность |
| ------------------- | ------------------------------------------- | ------------ |
| 1.                  | «Pleasure of Molestation»                   | 6:01         |
| 2.                  | «Exclamation of a Necrofag»                 | 5:08         |
| 3.                  | «Osculum Obscenum»                          | 5:06         |
| 4.                  | «Necronomicon»                              | 4:14         |
| 5.                  | «Black Metal» (кавер на песню группы Venom) | 2:54         |
| 6.                  | «Inferior Devoties»                         | 4:42         |
| 7.                  | «Infant Sacrifices»                         | 4:15         |
| 8.                  | «Attachment to the Ancestor»                | 5:35         |
| 9.                  | «Althotas»                                  | 4:22         |
| Общая длительность: | Общая длительность:                         | 42:17        |

| №                   | Название                     | Длительность |
| ------------------- | ---------------------------- | ------------ |
| 10.                 | «Symbol of Baphomet»         | 2:58         |
| 11.                 | «Mental Emotions»            | 3:16         |
| 12.                 | «God Is a Lie»               | 3:00         |
| 13.                 | «Black Magic»                | 3:24         |
| 14.                 | «Pleasure of Molestation»    | 4:38         |
| 15.                 | «Exclamation of a Necrofag»  | 5:11         |
| 16.                 | «Necronomicon»               | 4:14         |
| 17.                 | «Attachment to the Ancestor» | 5:27         |
| Общая длительность: | Общая длительность:          | 74:24        |

## Участники записи
- Магнус Броберг — вокал
- Петер Тэгтгрен — гитара, клавишные
- Микаэль Хэдлунд — бас
- Ларс Соке — ударные